# 斑點翼牙䱛
斑點翼牙䱛（学名：Pterotolithus maculatus）為輻鰭魚綱鱸形目鱸亞目石首魚科的其中一種，分布印度西太平洋區，從孟加拉灣至婆羅洲海域，棲息深度150公尺，體長可達45公分，棲息在沿海、河口區，可做為食用魚。
其种加词“maculatus”意为“有斑点、斑块、斑纹的”。